# AEGON Trophy 2011
Die AEGON Trophy 2011 war ein Tennisturnier der ATP Challenger Tour 2011 für Herren und ein Tennisturnier des ITF Women’s Circuit 2011 für Damen in Nottingham. Sie fanden zeitgleich vom 28. Mai bis 5. Juni 2011 statt.